# Lake Rossignol
Lake Rossignol är en sjö i Kanada.   Den ligger i provinsen Nova Scotia, i den sydöstra delen av landet, 900 km öster om huvudstaden Ottawa. Lake Rossignol ligger 81 meter över havet. Arean är 180 kvadratkilometer. Den sträcker sig 2,2 kilometer i nord-sydlig riktning, och 3,4 kilometer i öst-västlig riktning.
Runt Lake Rossignol är det mycket glesbefolkat, med 2 invånare per kvadratkilometer.